# Bataille d'Overloon
Libération de la Belgique et des Pays-Bas,
Seconde Guerre mondiale
Batailles
France
- Paddle
- Fusilade
- Astonia
- Dunkerque
- Wellhit
- Undergo
- Nancy
- Arracourt
- Metz (Fort Driant)

Belgique
- Moerbrugge
- Geel
- Escaut

Pays-Bas
- Market Garden
- Overloon
- Broekhuizen

Allemagne
- Forêt de Hürtgen
- Aix-la-Chapelle
- Colline du Crucifix
- Clipper
- Queen

La bataille d'Overloon se déroule du 30 septembre au 18 octobre 1944 entre les Alliés et la Wehrmacht pour le contrôle du village néerlandais d'Overloon pendant la Seconde Guerre mondiale. L'opération, du nom de code Aintree, résulte en une victoire des Alliés et la libération de la ville et de ses environs, malgré de lourdes pertes.

## Contexte historique
En septembre 1944, les Alliés lancent l'opération Market Garden, une importante opération depuis la frontière belgo-néerlandaise, dans le but de traverser le Rhin et prendre à revers la ligne Siegfried afin de lancer l'offensive finale sur Berlin. Les troupes aéroportées alliées sont défaites à Arnhem et arrêtent leur progression sur le Rhin inférieur.
Les forces allemandes attaquent le saillant tenu par les Anglo-Américains entre Eindhoven et Nimègue depuis une tête de pont qu'elles avaient établies sur la Meuse près de la ville de Venlo. L'opération Aintree vise à nettoyer la tête de pont allemande afin de permettre l'avancée alliée en Rhénanie. Overloon est atteinte le 24 septembre 1944.

## Déroulement de la bataille

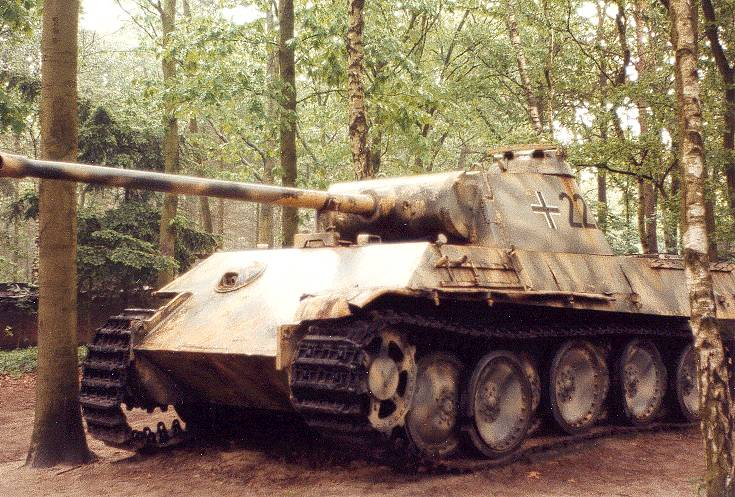
Panzerkampfwagen V Panther allemand conservé au musée de la guerre d'Overloon.

La 7e division blindée américaine, la 3e division d'infanterie britannique et la 11e division blindée britannique pénètrent dans Overloon par le sud le 30 septembre. Les Allemands livrent une résistance acharnée aux Anglo-Américains. Les Alliés font appel à l'artillerie afin de déloger les troupes allemandes qui évacuent la ville le 8 octobre.
Après avoir subi de lourdes pertes, la ville est sécurisée et les Alliés avancent dès lors sur Venray. La progression dans ce secteur est entravée par les intenses pluies d'automne et les mines que les Allemands ont dispersé sur la route. Le 18 octobre, la bataille prend fin.
Au total, 2 500 soldats alliés sont tués dans et autour d'Overloon, faisant ainsi de cette bataille la bataille la plus meurtrière de la libération des Pays-Bas ainsi que la plus importante bataille de chars menée sur le sol néerlandais de la Seconde Guerre mondiale. Des dizaines de chars, principalement britanniques, sont détruits.

## Conséquences
Bien qu'Overloon et Venray soient libérés par les Alliés, l'avance sur la Meuse est reportée, compte tenu des pertes et du fait qu'il est nécessaire de sécuriser le port d'Anvers et l'ouest de la province de Brabant-Septentrional encore sous contrôle allemand : c'est la bataille de l'Escaut jusqu'au 8 novembre 1944.
En décembre 1944, l'offensive est finalement reprise, la tête de pont allemande à l'ouest de la Meuse est détruite.

## Commémoration

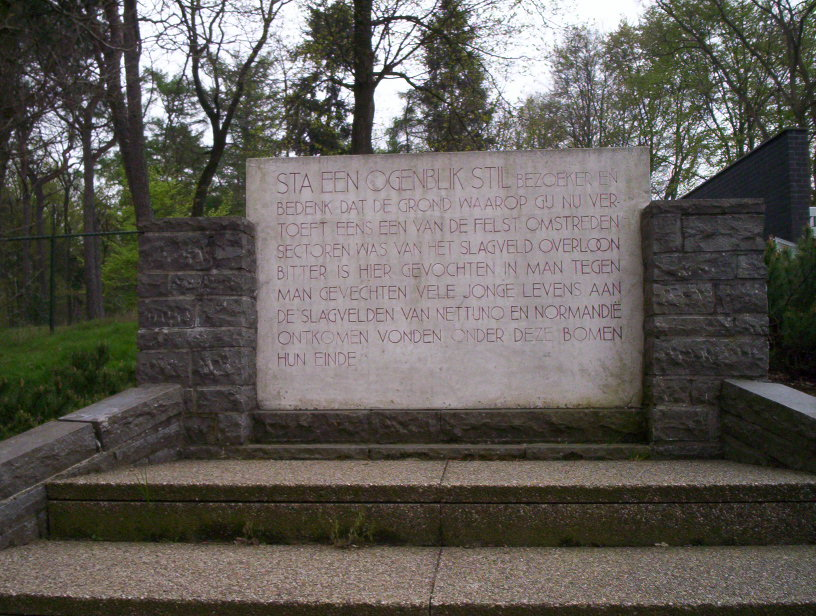
Mémorial de la bataille.

La bataille d'Overloon est souvent surnommée la « seconde bataille de Caen » du fait des combats féroces qui y ont eu lieu.
Les chars et les autres véhicules blindés laissés sur le champ de bataille, sont préservés au musée de la guerre d'Overloon, ouvert en 1946 en mémoire de la bataille. Le 1er bataillon du Royal Norfolk Regiment a par ailleurs été décoré de l'honneur de bataille « Venray ».
Texte du mémorial :

Néerlandais :
STA EEN OGENBLIK STIL bezoeker en bedenk dat de grond waarop gij nu vertoeft eens een van de felst omstreden sectoren was van het slagveld Overloon. Bitter is hier gevochten in man tegen man gevechten. Vele jonge levens ontkomen aan de slagvelden van Nettuno en Normandië vonden onder deze bomen hun einde.
Traduction française :
FAITES UNE PAUSE visiteur, et considérez que le terrain sur lequel vous êtes actuellement était autrefois l'un des secteurs les plus farouchement contestés du champ de bataille d'Overloon. Des combats au corps à corps ont eu lieu ici. Beaucoup de jeunes vies, ayant survécu aux champs de bataille de Nettuno et de Normandie, ont été perdues sous ces arbres.